# Třída Lung-ťiang
Třída Lung-ťiang byla lodní třída raketových člunů námořnictva Čínské republiky. Celkem byly postaveny dvě jednotky této třídy. Obě již byly ze služby vyřazeny.
Třída byla derivátem amerického typu PSMM Mk5 (Patrol Ship Multi-Mission), na základě kterého byly postaveny ještě jihokorejská třída Paek Ku, indonéská třída Mandau a thajská třída Sattahip.

## Stavba
Celkem byly postaveny dva čluny této třídy. První jednotku Lung-ťiang (PG-601) postavila americká loděnice Tacoma Boatbuilding Co. a do služby vstoupila 15. května 1978. Druhou Suej-ťiang (PG-602) roku 1983 loděnice China Shipbuilding Corporation (CSBC) přímo na Tchaj-wanu.

## Konstrukce
Plavidla byla vyzbrojena jedním 76mm kanónem Mk 75 (licenční výrobek zbrojovky OTO Melara Compact) ve dělové věži na přídi, jedním 40mm kanónem Bofors na zádi, dvěma 12,7mm kulomety a čtyřmi protilodními střelami Siung-feng I. Pohonný systém koncepce CODOG tvořily tři diesely a tři plynové turbíny. Nejvyšší rychlost dosahovala 36 uzlů.